# The Enchantments

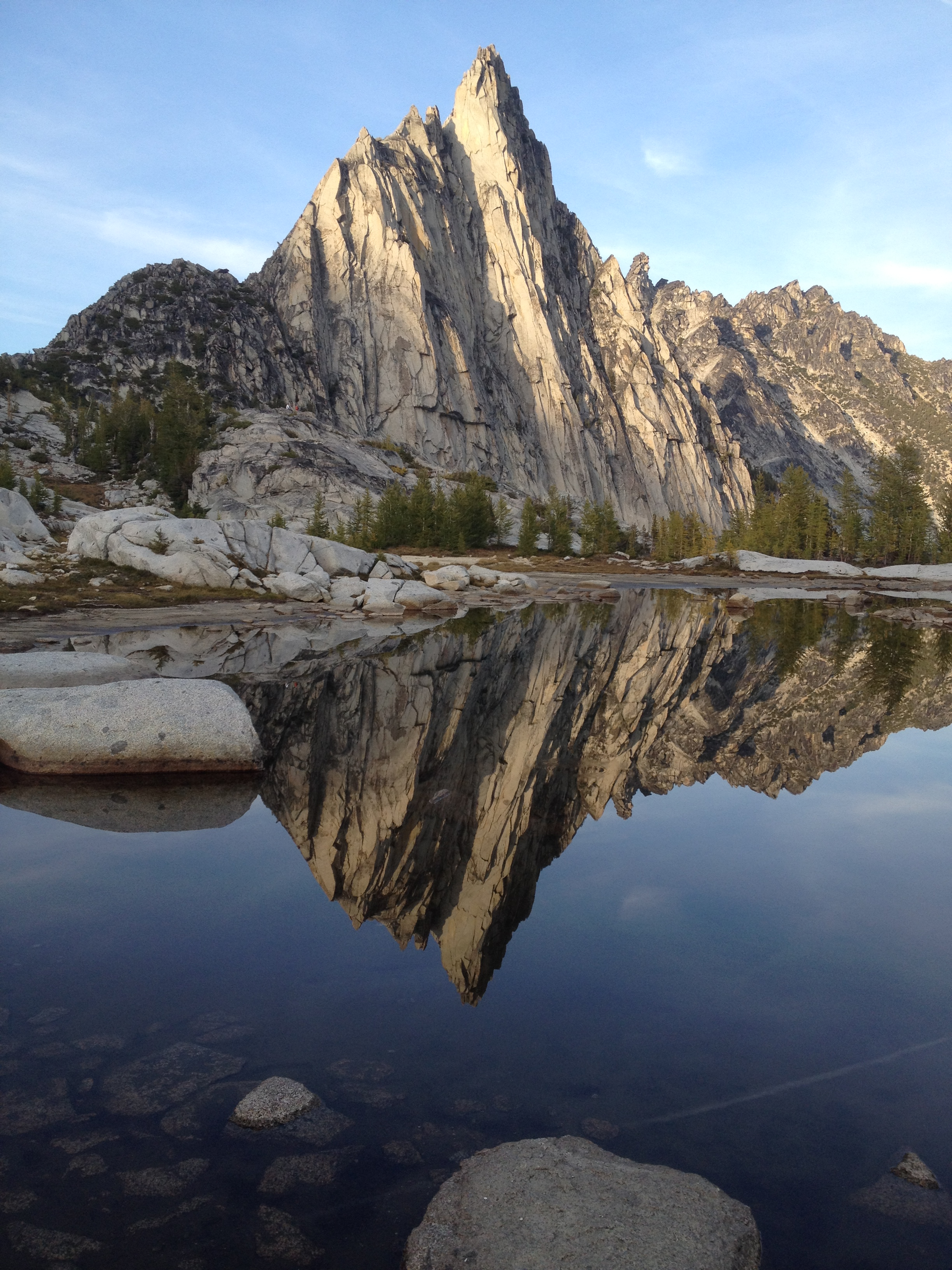
Blick zum Prusik Peak vom Gnome Tarn aus

The Enchantments sind ein Gebiet, welches ein oberes und ein unteres Einzugsgebiet mit den darin befindlichen Seen und Karseen  umfasst und von den Gipfeln der Stuart Range begrenzt wird. Das Gebiet liegt vollständig in der Alpine Lakes Wilderness etwa 24 km südwestlich von Leavenworth (Washington) im Westen der Vereinigten Staaten. The Enchantments werden als eine der spektakulärsten Orte in der Kaskadenkette betrachtet.

## Geschichte

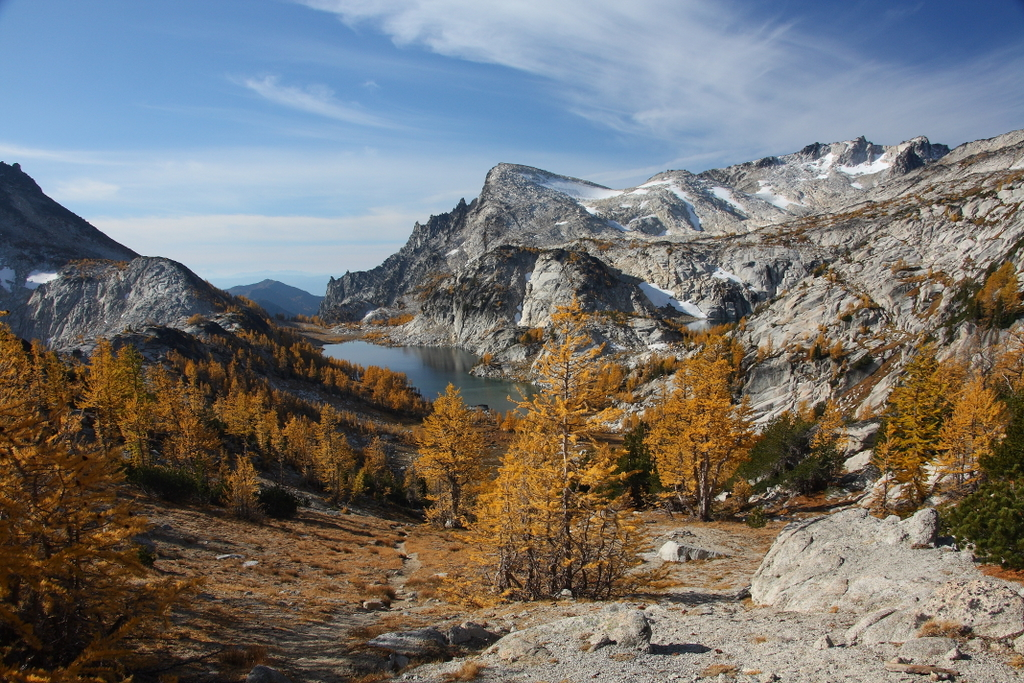
The Enchantments vom Prusik Pass aus gesehen

Der erste weiße Amerikaner, der das Gebiet erforschte und ihm seinen Namen gab, war A.H. Sylvester, ein Topograph der United States Geological Survey und der erste Leiter des Wenatchee National Forest. Sylvester besuchte das mittlere Enchantments-Becken und riskierte wahrscheinlich nicht den Vorstoß in das obere Becken. Der Snow-Creek-Gletscher (47° 28′ N, 120° 49′ W) bedeckte einen größeren Teil des oberen Beckens als er es heute tut, was ihn entmutigt haben könnte, auch die höher gelegenen Gebiete zu erkunden. Sylvester ist der Namensgeber vieler geographischer Objekte in der Region.
Bis zu den 1940er Jahren erkundeten Kletterer das Gebiet und begannen, die einzelnen Felsen zu benennen. Bill und Peg Stark aus Leavenworth wurden regelmäßige Besucher, die sich auf verschiedene Mythen stützten, um die Landschaftsbestandteile zu benennen. Als sie das Gebiet erstmals im Herbst 1959 besuchten, waren sie vom goldenen Leuchten der Felsengebirgs-Lärchen, den zahlreichen Seen und Karseen und den über ihnen thronenden zerklüfteten Gipfeln überwältigt. Sie benutzten Namen aus der Welt der Feen und Zauberer wie „Gnome Tarn“ (dt. „Zwergen-Kar“), „Troll Sink“ (dt. „Troll-Senke“), „Naiad Lake“ (dt. Najaden-See; offiziell „Temple Lake“), „Sprite“ (dt. „Elfe“). Auch Legenden um König Artus wurden im Lower Enchantment Basin herangezogen, weil „das untere Becken nicht so ernst wirkte wie das obere Becken“, so Peg später. Sie verwendeten Namen der „Nordmänner“ (einer Gruppe germanischer Völker aus Skandinavien) und deren Mythologie für Objekte des oberen Beckens wie „Brynhild Lake“ (offiziell „Inspiration Lake“), „Lake Freya“ (offiziell „Tranquil Lake“) und „Valhalla Cirque“, weil, so Peg, es sich anfühlte, „als ob die Eiszeit gerade zu Ende wäre“.
Die offiziellen Benennungsregeln des United States Board on Geographic Names aus den 1960er Jahren führten zu einer Mischung zweier Namensmengen, die als offiziell übernommen wurden, insbesondere für die Seen, aber auch für den gemeinhin als Aasgard Pass bekannten Gebirgspass, der offiziell als „Colchuck Pass“ bezeichnet wird. Verschiedene Quellen verwenden in einigen Kontexten immer noch die inoffiziellen Namen. Die gegenwärtige Politik, keine neuen Namen für geographische Objekte in der Wildnis zu übernehmen, schließt womöglich den Rest der von den Starks vergebenen Namen von der Erreichung eines offiziellen Status aus.
Die Zahl der Besucher der Enchantments wuchs über die Zeit stark an, teilweise aufgrund der schnell wachsenden Bevölkerung von Seattle. Bis Ende der 1970er Jahre campierten bis zu 300 Menschen an Sommerwochenenden im Becken, die Müll zurückließen, wilde Wege schufen und die Heide niedertrampelten. Der Forest Service installierte 1966 Toiletten, beschränkte 1972 den Zugang für Pferde und schloss Hunde 1982 vom Zugang aus; 1987 wurde ein Erlaubnissystem für Übernachtungen beim Camping in den Enchantments, am Snow Lakes, am Stuart Lake und am Colchuck Lake etabliert.

## Wandern

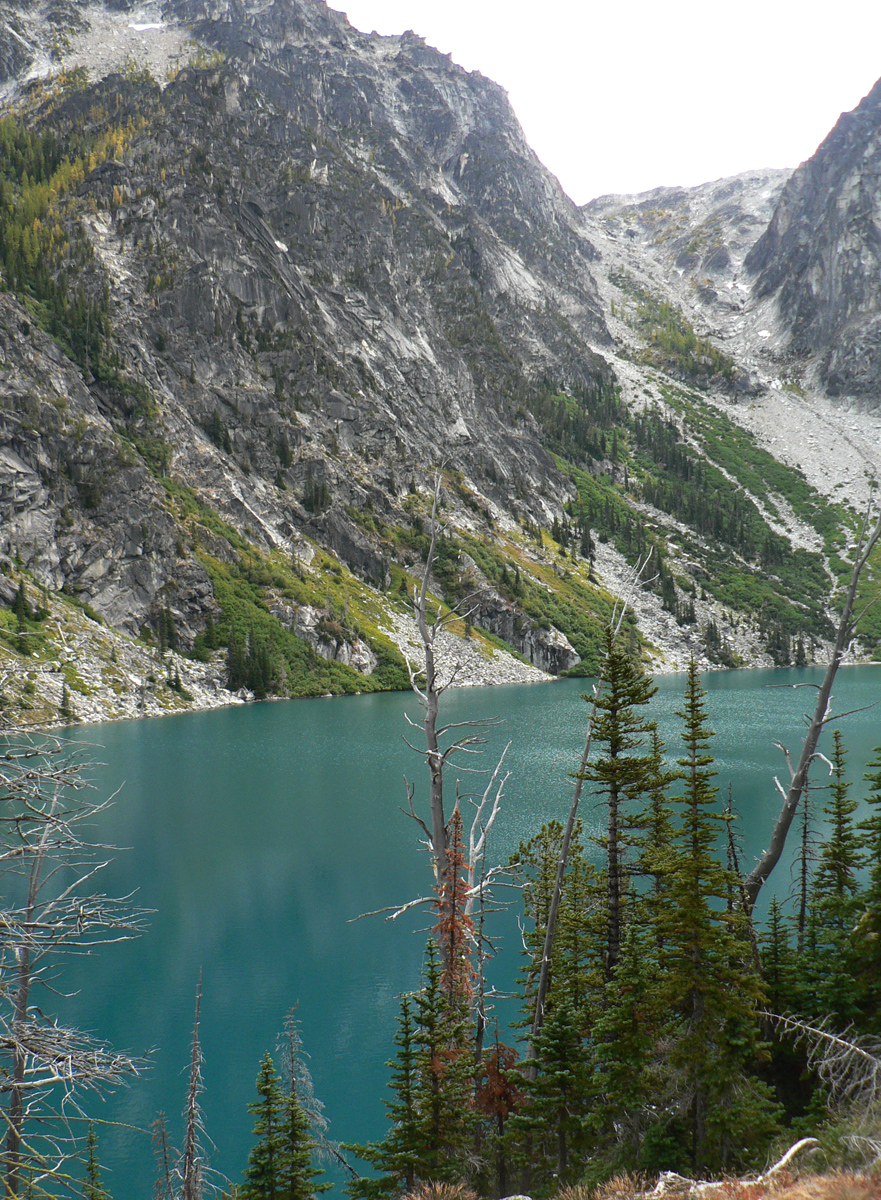
Der Aasgard Pass bietet einen sehr steilen Zugang zu den Enchantments

Es gibt zwei primäre Zugänge zu den Enchantments. Beide Einstiegspunkte werden über die Icicle Creek Road erreicht. Der Snow-Lake-Einstieg liegt abseits der Icicle Creek Road an einem großen Parkplatz in der Nähe des Baches. Der Trail klettert über 6,5 mi (10,5 km) zu den Snow Lakes (47° 28′ 56″ N, 120° 45′ 25″ W) über 4.100 ft (1.250 m). Von den Snow Lakes klettert der Pfad über geneigte Granitfelsen zu den Lower Enchantments. Die gesamte Wanderung ist 9 mi (14 km) lang (in eine Richtung) mit einem Höhenprofil von 6.000 ft (1.829 m) bis 7.800 ft (2.377 m). Diese Wanderung dauert gewöhnlich jeweils zwei Tage in jede Richtung und wird als „lang, steil und äußerst strapaziös“ beschrieben. Die alternative Route führt vom Stuart-Lake-Einstieg einige Meilen die Eightmile Road abseits der Icicle Creek Road aufwärts. Der Weg zum Colchuck Lake (47° 29′ 31″ N, 120° 50′ 2″ W) ist 4,75 mi (7,6 km) lang und überwindet 2.100 ft (640 m); weitere 1,75 mi (2,8 km) bringen die Wanderer zum Südende des Sees und zum Aasgard Pass (47° 29′ N, 120° 49′ W), welcher über 0,8 mi (1,3 km) um 2.200 ft (671 m) ansteigt. Der Aasgard Pass ist ein steiler Kletterweg, welcher bei Schnee gefährlich beim Abstieg werden kann. Die Aasgard-Pass-Route wurde als „von schlechtem Geschmack“ zeugend beschrieben, weil sie die Schönheit des unteren Beckens links liegen lässt, um zum oberen Becken aufzusteigen. Die beiden Routen können zu einem Rundweg kombiniert werden, wenn die Wandergruppe über Autos, Fahrräder oder andere Transportmöglichkeiten zwischen den beiden Einstiegspunkten verfügt.
Der United States Forest Service beschränkt den Zugang zu den Enchantments, die dabei in fünf Zonen gegliedert werden, mit Genehmigungen. Die drei beliebtesten Zonen sind die Snow Zone (vom Icicle Creek aufwärts zu den Snow Lakes), die Colchuck Zone (das Gebiet um den Colchuck Lake) und die Core Enchantment Zone (Kernzone mit Upper und Lower Enchantment Basins und umliegenden Gebieten). Die anderen Zonen sind die Stuart Zone (das Gebiet um den Stuart Lake und die nördlichen Zugänge zum Mount Stuart) und die Eightmile/ Caroline Zone (Eightmile Lake, Eightmile Mountain, Cashmere Mountain und Umgebung). Außerdem hat der Forest Service vorgeschlagen, in Übereinstimmung mit dem National Environmental Policy Act von 1993 das Erlaubnisgebiet bis zum Ingalls Lake (47° 28′ 13″ N, 120° 56′ 19″ W), zum Headlight Basin und zum Mount Stuart zu erweitern. Das hätte frühestens 2010 umgesetzt werden können.
Der Alpine Lakes Wilderness Plan von 1981 schuf eine Quote für die Tragfähigkeit der Core Enchantment Zone von 60 Menschen gleichzeitig. Für mehrtägiges Camping zwischen dem 15. Mai und dem 31. Oktober müssen die Wanderer für jede der fünf aktuell geschaffenen Zonen Genehmigungen haben. 75 Prozent der Genehmigungen für jede Wandersaison werden verlost. Die erste Runde der (hart umkämpften) Lotterie umfasste z. B. in der Saison 2016 alle Bewerbungen, die zwischen dem 15. Februar (00:01 Uhr PT) und dem 2. März (23:59 Uhr PT) eingegangen waren. Alle Bewerbungen wurden bei der Verlosung am oder um den 6. März berücksichtigt. Die restlichen 25 Prozent werden jeden Morgen (außer sonntags) um 7:45 Uhr an der Rangerstation Leavenworth für am selben Tag beginnende Wanderungen ausgegeben. Wenn nicht genug Genehmigungen für die Bewerber des Tages zur Verfügung stehen, werden auch diese vor Ort verlost.
Das Hundeverbot des Forest Service erlaubte den Populationen von Schneeziegen und Alpenschneehühnern, sich zu erholen.